# コールドモール
コールドモールは、ソフトバンクIDCが開発したラックの商標である。
データセンター内でラックを前面、背面がそれぞれ向かい合うように配置することで、空調機からの冷たい空気が集まる通路と、サーバの背面から排出される暖かい空気が集まる通路を交互に配置。その上で冷たい空気の通路を扉と屋根で覆い、ラック内に設置されたサーバが冷たい空気を効率的に吸気することが可能になっている。